# Hypobletus taciturnus
Hypobletus taciturnus är en skalbaggsart som först beskrevs av Sylvain Auguste de Marseul 1853.  Hypobletus taciturnus ingår i släktet Hypobletus och familjen stumpbaggar. Inga underarter finns listade i Catalogue of Life.